# 林与一
林 与一（はやし よいち、1942年〈昭和17年〉2月14日 - ）は、日本の俳優、元歌舞伎役者、タレントである。名は旧漢字表記で林 與一。日本舞踊「林流」の宗家でもある。
大阪府出身。1964年に東宝に入社。

## 来歴
曾祖父は大阪の歌舞伎役者初代中村鴈治郎、祖父も歌舞伎役者の二代目林又一郎で、父の林敏夫（1915年 - 1945年）は、四代目坂田藤十郎や中村玉緒とは従兄弟の関係にあたり一時は歌舞伎役者として活動していた。母は映画女優の北見禮子（1915年 - 2007年）、女優の樋田慶子は母方の従姉である。また戦前・戦後を通じ「稀代の二枚目俳優」として人気だった長谷川一夫（林長二郎）は義理の大叔父にあたり、一時弟子入りしていた。
1958年、大阪歌舞伎座初舞台。1964年のNHK大河ドラマ『赤穂浪士』では、ニヒルな浪人・堀田隼人を好演し、一躍スターダムにのし上がる 。以後、数多くの映画やテレビドラマで主役を務め、1972年のテレビ時代劇『必殺仕掛人』では緒形拳とダブル主演を果たし、舞台では美空ひばりの相手役を10作品以上こなすなど時代劇スターとしてさまざまな作品で活躍。その見事な殺陣と甘いマスクを活かし、主人公を追い詰める敵役や女心をもてあそぶ色悪を演じる場合も少なくない。
1977年には、女優・歌手の小川知子と結婚するも後に離婚した。1988年に再婚し4子を儲けている。1994年第20回菊田一夫演劇賞受賞。2007年には、自宅のリフォームを巡るトラブルをネタにワイドショーの寵児となった。
2013年に、第22回日本映画批評家大賞ゴールデン・グローリー賞を受賞した。
2024年に、第45回松尾芸能賞功労賞を受賞した。
2025年に、第50回菊田一夫演劇賞を受賞した。

## 人物
- 林流は、与一の祖父・又一郎が1951年に創始した。その死後、与一が二代目家元を継ぎ、その後は花柳楽瞠の長男・林啓二が三代目を継承。与一は宗家となった。
- 『笑っていいとも!』の「身内自慢コンテスト」に推薦人として参加したことがある。しかし番組スタッフは林だと気づかずにオーディションを進めてしまったが、本番で登場した時にコーナー司会をしていた関根勤に「あれ？林与一さんですか？」と気づいてもらえた。後日『笑っていいとも!増刊号』で「林与一さん大変失礼いたしました」と謝罪しオーディションの模様が放送された。ちなみに林は同コーナーで、知り合いの松平健似のインド人を紹介した。
- 林が潔癖症であることから、関根勤が出演していたラジオ番組『コサキンDEワァオ!』で関根やリスナーから長年の間、ネタにされていた。
- 生まれ変わったら「女性」になりたいと発言している。家庭では家事・洗濯・アイロンがけなどを自らこなし、TVで紹介される占いは早朝、深夜でも見ている。また一人でディズニーランドへ行ったり、「ケーキが食べたいな」と思えば電車で20分かけて食べに行くほど、感覚が乙女であると自覚している。
- Twitterも始めており、ファンと交流を深めるなど気さくなところを見せる他、牛丼やカップ麺など庶民的な食事をとる様子もたびたびアップしている。
- 昭和20年から5年間、岡山県勝田郡勝田町真壁に疎開していた。

## 出演

### 映画

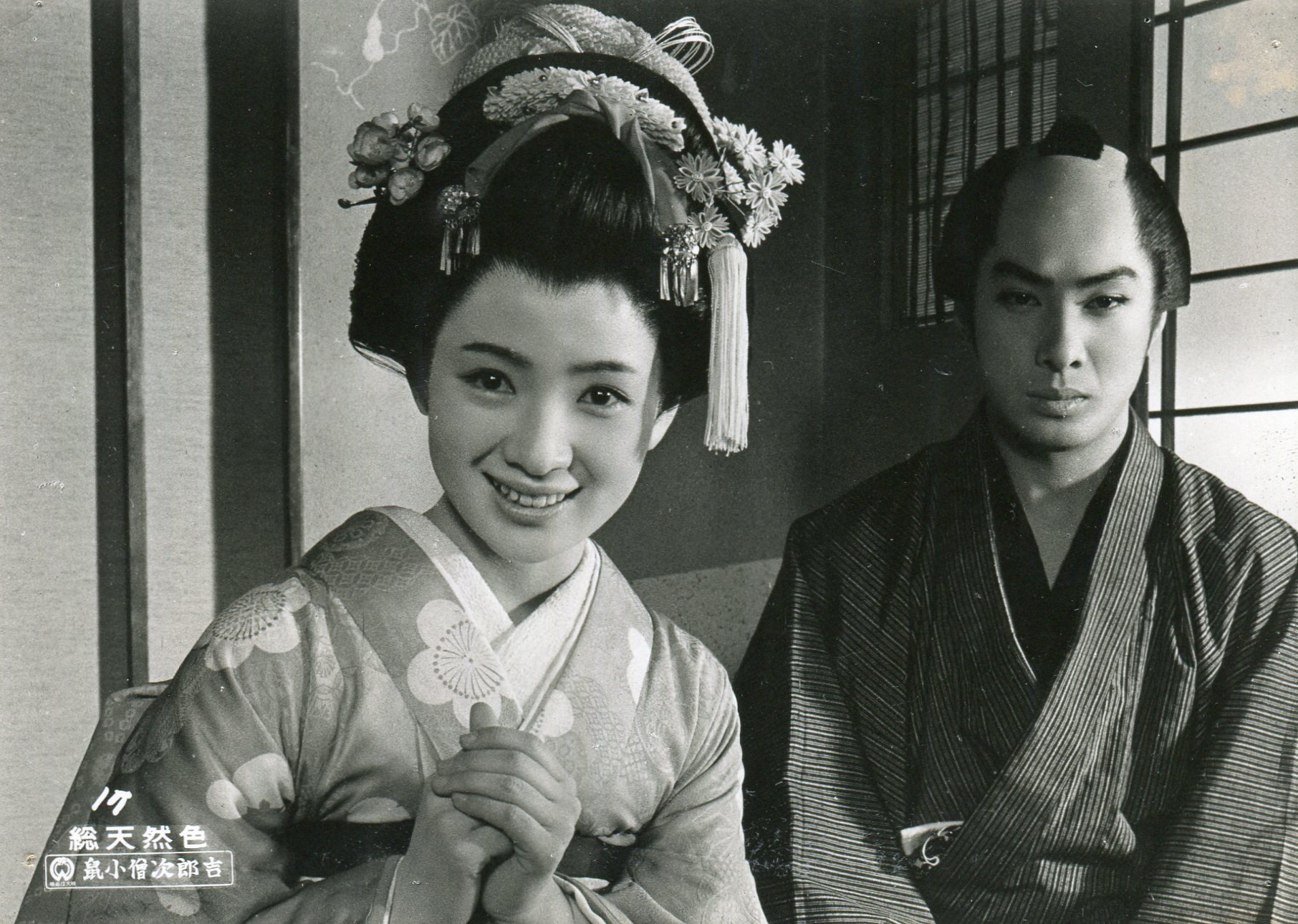
映画 『鼠小僧次郎吉』 （1965年、三隅研次監督）より。右が林与一。左は姿美千子

- 七人若衆誕生（1958年、松竹） - 信光
- 落花剣光録（1958年、松竹） - 八弥
- 朝やけ雲の決闘（1959年、松竹） - 小姓
- 青葉城の鬼（1962年、大映） - 伊達綱宗
- 怪談（1965年、東宝） - 源義経
- 鼠小僧次郎吉（1965年、大映） - 鼠小僧
- 新蛇姫様 お島千太郎（1965年、東映） - 千太郎
- 小判鮫 お役者仁義（1966年、東映） - 闇太郎
- のれん一代 女侠（1966年、東映） - 堀江伸次
- 美空ひばり・森進一の花と涙と炎（1970年、松竹） - 高山浩
- おいろけコミック 不思議な仲間（1970年、東宝） - 和田清助
- 奇妙な仲間 おいろけ道中（1970年、東宝） - 加賀雄一
- 子連れ狼 親の心子の心（1972年、東宝） - 柳生軍兵衛
- 必殺仕掛人 梅安蟻地獄（1973年、松竹） - 小杉十五郎
- 必殺仕掛人 春雪仕掛針（1974年、松竹） - 小杉十五郎
- 京都、夏（2013年、SKELETON FILMS） - 中村重三
- 京都、早春（2014年、SKELETON FILMS） - 楠田健一
- 桜島早春（2015年、SKELETON FILMS） - 有村隆
- モリのいる場所（2018年、日活） - 昭和天皇 役
- 残照のかなたに（2022年） - 老作家 役
- むじな峠（2024年、エムエフピクチャーズ） - 主演・円真[6]
- シンペイ〜歌こそすべて（2025年、シネメディア） - 山田本家当主 役[7]

### テレビドラマ
- 大河ドラマ（NHK）
  - 赤穂浪士（1964年） - 堀田隼人
  - 新・平家物語（1972年） - 源義仲
  - 徳川家康（1983年） - 今川氏真
  - 独眼竜政宗（1987年） - 浅野長政
  - 八重の桜（2013年） - 島津斉彬
- ひばり・与一の花と剣（1966年、CX） - 松平長七郎
- 船場（1967年、KTV）
- 堂島（1968年、KTV）
- 昔三九郎（1969年、NTV） - 昔三九郎
- 鬼平犯科帳（松本幸四郎版） 第1シリーズ第2話「四度目の女房」（1969年、NET/東宝） - 伊之松
- 人形佐七捕物帳（1971年、NET） - 佐七
- 弥次喜多隠密道中（1972年、NTV） - 小判鮫
- 怪談 第5話「怨霊まだら猫」（1972年、MBS）- 清太郎
- 必殺仕掛人（1972年 - 1973年、ABC） - 西村左内
- 若さま侍捕物手帖（1973年、KTV） - 若さま
- 大岡越前 （TBS / C.A.L）
  - 第3部 第25話「義賊かまいたち」（1972年12月4日） - 鎌鼬の七三郎
  - 第6部 第5話「義賊業平小僧」（1982年4月5日） - 佐吉
  - 第14部 第6話「友を救った宿場の決闘」（1996年7月22日） - 小柴伊右衛門
  - ナショナル劇場50周年記念特別企画 「大岡越前」2時間スペシャル（2006年3月20日） - 野田瓔石
- 出雲の阿国（1973年、NET）
- 八州犯科帳（1974年、CX / C.A.L） - 浅野新兵衛
- 明日がござる（1975年 - 1976年、TBS） - カメサン
- 座頭市物語 第21話「湖に咲いたこぼれ花」（1975年、CX） - 仙太郎
- おんな浮世絵 紅之介参る! 第26話「男蝶女蝶」（1975年、NTV）
- 銭形平次 （CX）
  - 第469話「謎の脅迫状」（1975年） - 大山外記
  - 第764話「この愛に生きる」（1981年） - 松岡半兵ヱ
- 痛快! 河内山宗俊 第14話「鉄火肌一番まとい」（1976年、CX） - 銀二
- 新・座頭市 第14話「雪の別れ路」（1977年、CX） - 宇乃
- 桃太郎侍 第41話「怒りの刃を振り上げろ」（1977年、NTV） - 寺内兵馬
- 達磨大助事件帳 第3話「父子だるま」（1977年、ANB / 前進座 / 国際放映） - 豊次郎
- 新選組始末記（1977年、TBS） - 山崎烝
- 女と味噌汁 その35（1977年、TBS） - 石田信之助[8]
- 水戸黄門（TBS / C.A.L）
  - 第6部 第19話「仇討ち！阿波踊り -徳島-」（1975年8月4日） - 八郎太
  - 第8部 第14話「飛龍の火祭り -新宮-」（1977年10月17日） - 神納十郎太
  - 第32部 第7話「臆病風を吹っ飛ばせ！ -高岡-」（2003年9月8日） - 酒井主膳
  - 1000回記念スペシャル（2003年12月15日） - 津田宗八
  - 第33部 第2話「金貸し泣かせた黄門様 -御油-」（2004年4月19日） - 金五郎
  - 第34部 - 大沼軍太夫
    - 第1話「旅のはじめのお見合い騒動 -水戸・江戸-」（2005年1月10日）
    - 第4話「お世継ぎの陰謀を暴け -仙台-」（2005年1月31日）

  - 第37部 第5話「陰謀砕いた美人姫 -越後高田-」（2007年5月7日） - 萩山壱岐
  - 最終回スペシャル（2011年12月19日） - 大貫屋銀兵衛
- 新・木枯し紋次郎 第14話「白刃を縛る五日の掟」（1978年、12ch） - 吉五郎
- 水曜時代劇 / 日本巌窟王（1979年、NHK） - 水野十郎左右衛門
- 日本名作怪談劇場 第1話「怪談 累ヶ淵」（1979年、12ch）- 深見新五郎
- 土曜ワイド劇場（ANB）
  - 名探偵雅楽三度登場! 幽霊劇場殺人事件（1980年）
  - 死体の指にダイヤ 浴室の幻想 （1981年）
  - 温泉 (秘) 大作戦16「鹿児島県指宿の天然砂蒸し温泉!」（2015年、ABC） - 泉康太郎
- 時代劇スペシャル（CX）
  - 沓掛時次郎（1981年） - 六ツ田の三蔵
  - 御金蔵破り 家康の首（1983年） - 小太郎
  - 鼠小僧次郎吉 必殺の白刃（1983年） - 鼠小僧次郎吉
- 心中宵庚申（1984年10月6日、NHK） - 幸之助
- 弐十手物語 第12話「吉原恋心中」（1984年、CX）
- 現代恐怖サスペンス「猫と同じ色の闇」（1987年、KTV） - 江木
- 忠臣蔵・女たち・愛（1987年、TBS） - 稲葉正通
- 結婚する手続き（1988年、NHK）
- さよなら李香蘭（1988年、CX） - 長谷川一夫
- 荒木又右衛門　決戦・鍵屋の辻　(NHK、1990年) - 松平伊豆守
- 火曜サスペンス劇場 / 顔斬り（1990年、NTV） - 林長二郎
- 人形佐七捕物帳 佐七一番手柄（1990年、ユニオン映画・テレビ東京） - 神崎甚五郎
- 大石内蔵助 冬の決戦（1991年、NHK） - 柳沢吉保
- 運命峠 (1993年、フジテレビ)  - 服部半蔵
- 連続テレビ小説（NHK）
  - ええにょぼ（1993年）
  - オードリー（2000年 - 2001年） - 桃山剣之介
  - あさが来た（2015年 - 2016年） - 今井忠政
- 清水次郎長物語（1995年、CX） - 大政
- 御家人斬九郎 第5シリーズ 第8話「乱調麻佐女」（2002年、CX / 映像京都） - 庄三郎
- 夜桜お染 第9話「親の仇」（2004年、CX） - 松平康任
- 剣客商売 第5シリーズ 第7話「新妻」（2004年、CX / 松竹） - 長瀬笹之助
- 大友宗麟〜心の王国を求めて（2004年、NHK） - 千利休
- 月曜ゴールデン（TBS）
  - 狩矢警部シリーズ11（2012年） - 桜木麗峰
  - 制服捜査2（2016年） - 米山巌男
- 金曜プレステージ / 浅見光彦シリーズ44「砂冥宮」（2012年、CX） - 黄金井達夫
- 警視庁捜査一課9係 season7 最終話（2012年、EX） - 大町宏忠
- 赤ひげ（2017年） - 伊勢屋
- 月曜プレミア8（テレビ東京）
  - 新・信濃のコロンボ 追分殺人事件（2020年6月8日） - 永井満良
- おかしな刑事 26「年忘れ!!大感謝スペシャル」（2022年12月27日、テレビ朝日） - 高柳修作

### バラエティ
- 午後は○○おもいッきりテレビ
- ディスカバ!99

ほか多数

### 舞台
- お吟さま（1957年5月、千日前歌舞伎座） - 長老の娘に扮する役者
- 放浪記（1961年10月20日 - 12月8日、芸術座） - 香取恭助 役
- 放浪記（1962年1月2日 - 15日、名鉄ホール） - 香取恭助 役
- 放浪記（1962年2月2日 - 2月25日、梅田コマ劇場） - 香取恭助 役
- 放浪記（1962年3月1日 - 5月27日、芸術座） - 香取恭助 役
- 放浪記（1990年9月1日 - 12月27日、芸術座） - 香取恭助 役
- 新生松竹新喜劇　錦秋公演（1995年11月3日 - 11月26日、中座） - 亀屋若旦那伊之助
- 宴会泥棒〜残りの人生もあなたと〜（2004年10月29日 - 11月7日、博品館劇場） - レオニーダ・パパガットー 役
- 花の元禄後始末ー紀伊国屋文左衛門の妻ー（2009年8月14日 - 30日、三越劇場） - 紀伊国屋文左衛門 役
- 宴会泥棒〜残りの人生もあなたと〜（2012年10月31日 - 11月2日、亀戸・カメリアホール） - レオニーダ・パパガットー 役
- 笑う門には福来たる 〜女興行師 吉本せい〜（2014年11月6日 - 28日、博多座） - 桂春團治 役
- 笑う門には福来たる 〜女興行師 吉本せい〜（2014年12月3日 - 25日、新橋演舞場） - 桂春團治 役
- おたふく物語（2016年9月1日 - 25日、明治座） - 島崎来助 役 [9]
- おたふく物語（2016年10月5日 - 27日、博多座） - 島崎来助 役
- 笑う門には福来たる 〜女興行師 吉本せい〜（2016年11月4日 - 25日、大阪松竹座） - 桂春團治 役
- 鬼吉喧嘩状（2017年5月3日 - 5月22日、大阪新歌舞伎座） - 清水次郎長 役
- 芸能生活55周年記念 舟木一夫 特別公演（2017年12月2日 - 24日、新橋演舞場） - 吉良上野介 役
- 御園座新劇場開場記念 舟木一夫特別公演 〜清水次郎長外伝・鬼吉喧嘩状〜　（2018年7月5日 - 24日、御園座） - 清水次郎長 役
- 御園座新劇場開場記念 コロッケ特別公演 〜日本一！尾張の賑わい殿様〜 （2018年11月2日 - 24日、御園座） - 徳川吉宗 役
- 笑う門には福来たる 〜女興行師 吉本せい〜（2019年5月3日 - 26日、大阪松竹座） - 桂春團治 役
- 笑う門には福来たる 〜女興行師 吉本せい〜（2019年7月3日 - 27日、新橋演舞場） - 桂春團治 役
- 喜劇 道頓堀ものがたり（2019年10月12日 - 11月5日、南座） - 尾野川延十郎 役
- 大阪ぎらい物語（2021年3月3日 - 3月21日、博多座） - 叔父忠平 役
- 雪間草-利休の娘お吟-（2024年11月8日 - 2025年1月12日〈予定〉、三越劇場 他） - 千利休 役[10]

### 吹き替え
- ウィッチマウンテン/地図から消された山（ドナルド・ハーラン博士（ゲーリー・マーシャル））

### レコード・CD
- お島千太郎（1965年5月10日、SAS-499）
  - 作詞：石本美由起、作曲：古賀政男、編曲：佐伯亮
  - 歌：美空ひばり、セリフ：林与一

- 遊びをせんとや生まれけむ（1985年3月21日、7RC-0044）
  - 作詞：なかにし礼、作曲：平尾昌晃、編曲：竜崎孝路
  - 歌：林与一&安倍里葎子

### CM
- ハウス食品 ジョリエール（妻・小川と共演）
- 鳥銀本店 - 東海地方のローカルCM。名古屋市中区錦三丁目にある名古屋コーチン料理の店。